# وشکی (استان پودلاسکی)
وشکی (به لاتین: Wyszki) یک روستا در لهستان است که در گمینا وشکی واقع شده‌است.